# Fyne
fyne ist ein deutschsprachiges Musikprojekt aus Hamburg, Deutschland, das seit 2023 aktiv ist. Der Stil von fyne verbindet introspektiven Indie-Pop mit Elektro-Pop-Elementen sowie Hip-Hop und französischem Chanson und hat einen klaren Fokus auf lyrische Intimität. Das Projekt ist vor allem durch die Stimme und Texte der Sängerin Emma Josefine Bühler geprägt.

## Geschichte
fyne wurde um das Jahr 2023 in Hamburg gegründet und veröffentlichte zunächst digital einzelne Songs auf YouTube. Diese Titel fanden über Plattformen wie Spotify und Apple Music schnell Beachtung in der deutschsprachigen Indie‑Szene.
2024 erschien die Debüt-EP vorgestern mit 5 Musikstücken, gefolgt von den Singles Monster (2 Lieder, 2025) und Mephisto (3 Lieder, 2025).
Die Band hat bereits zahlreiche Liveauftritte hinter sich und wurde von den jungen Radiosendern der ARD und von Deutschlandfunk Nova auf die „New Music 2025“-Hotlist sowie von Diffus & Amazon Music auf die Liste „2025 Artists To Watch“ gesetzt.

## Stil
Die Musik von fyne wird häufig als gefühlvoller, zurückhaltender Indie‑Pop mit elektronischen Elementen beschrieben. Die deutschen Texte behandeln Themen wie Selbstzweifel, Nähe, Angst und Erinnerung. Kritiker loben die klare Stimme Bühlers sowie die handgemachte Produktion.

### Lieder (Auswahl)
- 2024, Mai: Liebesbriefe. Gesang: Emma Josefine Bühler. Komposition: Carlo5 & Emma Josefine Bühler. Produzenten: frytz & Carlo5.
- 2024, Juli: Schüttelfrost. Gesang: Emma Josefine Bühler. Komposition: Robert Wallner & Emma Josefine Bühler. Produzent: Robert Wallner.
- 2024, November: Juli. Gesang: Emma Josefine Bühler. Komposition & Text: Dennis Neuer.
- 2024, Dezember: Salz. Gesang: Emma Josefine Bühler. Komposition & Text: Dennis Neuer.
- 2024, Dezember: Zitter Nicht. Gesang: Emma Josefine Bühler. Komposition & Produzent: Adam 'Ade' Lovac.
- 2025, Mai: Feuerkind. Gesang: Emma Josefine Bühler. Komposition, Text & Produzent: Tobias Kuhn.
- 2025, Juni: Monster.
- 2025, Juli: Mephisto.[5]

## Rezeption
fyne wurde in mehreren Spotify-Editorial-Playlists aufgenommen, darunter „Deutschpop Brandneu“ und „New Music Friday Deutschland“. Auftritte beim Reeperbahn Festival sowie Clubkonzerte zeigen eine zunehmende Präsenz in der deutschsprachigen Popkultur.